# Björn Anderö
Björn Åke Henrik Anderö, född 15 maj 1936 i Linköping, är en svensk före detta journalist, informationsdirektör och konsult.

## Karriär och biografi
Efter att ha flyttat från Linköping till Stockholm för jobb vid Expressens reklamavdelning begav han sig under 1959 vidare till Laholm för jobb som reporter på Laholms tidning. En av hans prao-elever vid tidningen var Björn Hellberg. Vid sidan av arbetet hann Anderö vara aktiv som ishockeyspelare i Hishult AIS.
Efter studier vid Journalistinstitutet i Stockholm gjorde Anderö praktik på Dagens eko vid Sveriges Radio, där han började jobba efter sina avklarade studier. Ett år senare började han vid Expressen i Malmö. Kort därpå började han arbeta vid distriktet Gävle-Dala vid Sveriges Radio.
Vidare i journalistkarriären arbetade han vid Sveriges Television - först Aktuellt och sedan Rapport, där han blev kvar i 17 år.
Under 1980-talet arbetade han på ett konsultföretag som jobbade bl.a. åt Ericsson. Efter det arbetade han som informationsdirektör på Saab i Nyköping och var med i koncernledningen. När verksamheten flyttades till Trollhättan följde han inte med.
Före sin pensionering drev Anderö eget företag inom konsultbranschen. 
Sedan 2003 bor han i Halmstad. Han var gift med Ingrid Anderö (1942–2023).

### Bevakade nyhetshändelser (i urval)
- 1975 – Francisco Francos sista tal i Madrid, Spanien.
- 1980 – Strejken bland varvsarbetarna i Gdansk, Polen.
- Torskkrigen mellan Island och Storbritannien.

## Övrigt
- lex Anderö är en isländsk lag som är uppkallad efter Björn Anderö och reglerar att landets kustbevakning får inte ta ombord journalister på sina båtar utan tillstånd.